# Starovice

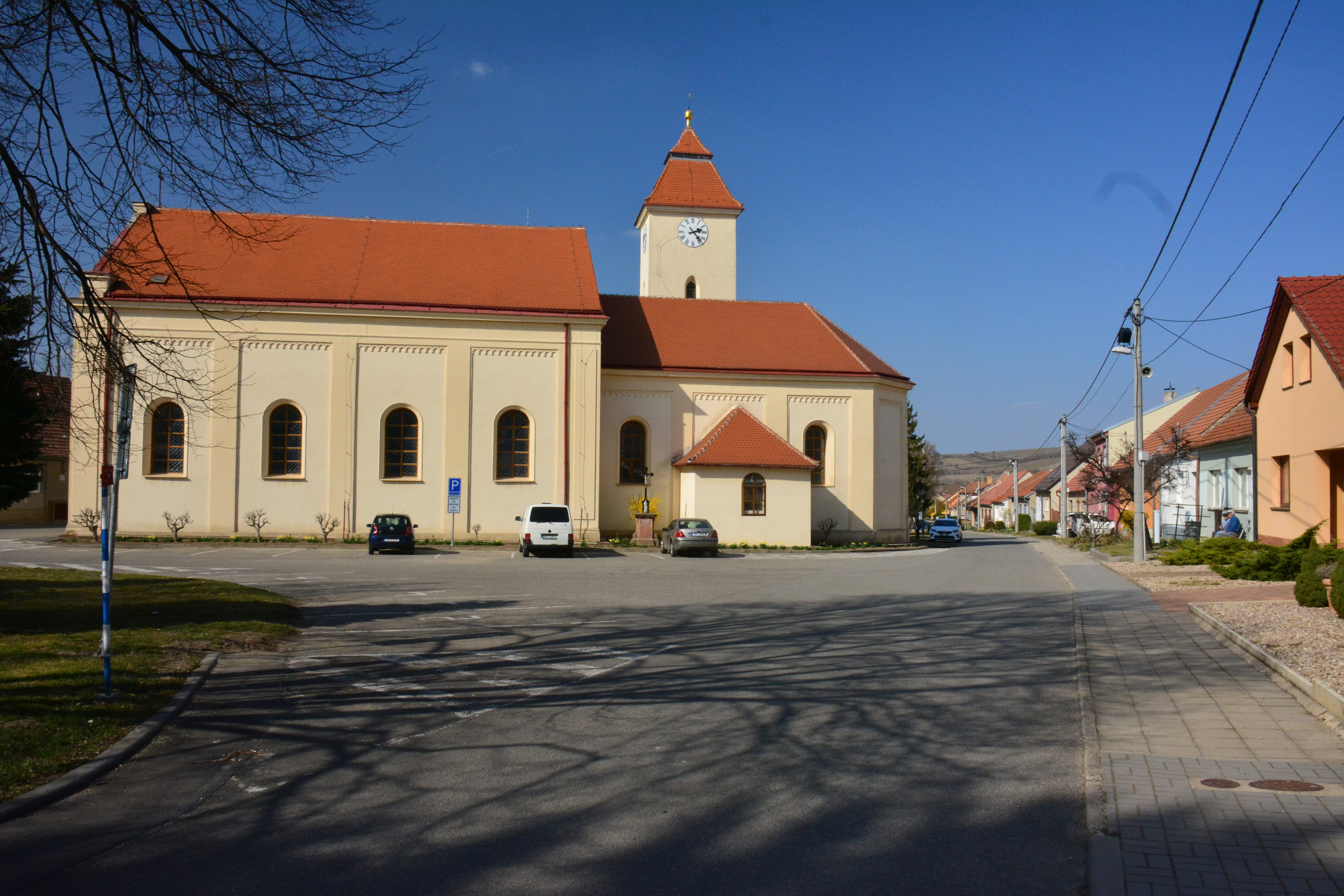
Kirche von Starovice

Starovice (deutsch Groß Steurowitz) ist eine Gemeinde in Tschechien. Sie liegt drei Kilometer nordwestlich von Hustopeče und gehört zum Okres Břeclav (Bezirk Lundenburg) in der Region Südmähren. Der Ort ist als ein Linsen-Längsangerdorf angelegt.

## Geographie
Die Nachbarorte sind im Süden Hustopeče (Auspitz), im Norden Velké Němčice und im Westen Uherčice.

## Geschichte
Die Ui-Mundart (bairisch-österreichisch) mit speziellen Bairischen Kennwörtern weist auf eine Besiedlung durch bayrische deutsche Stämme hin, wie sie vor allem im 12./13. Jahrhundert erfolgte. Groß-Steurowitz wurde erstmals 1321 urkundlich erwähnt. Die Namensform wechselt von „Styrowicz“ (1323) und „Gros Starwicz“ (1570) zu „Gros Steirwiz“ und ab 1673 zu „Groß Steyrowitz“ beziehungsweise „Groß-Steurowitz“.
Um 1570 war die Ortschaft mit Erdwällen und Palisaden befestigt. Kaiser Rudolf II. verpfändete Groß-Steurowitz an Carl von Liechtenstein. In der Zeit der Reformation wird ein Teil der Bewohner lutherisch. 1605 wird die Ortschaft von den Heiducken des Siebenbürgers Stephan Bocskai verwüstet. Nach einem Rechtsstreit, der im Jahre 1617 beigelegt wird, überlässt Fürst Carl von Liechtenstein den Ort dem Kloster Saar. Während des Dreißigjährigen Krieges wurde die Ortschaft im Jahre 1643 von schwedischen Truppen geplündert. Im Jahr 1663 überfallen die Türken die Ortschaft, töten 34 und verschleppen 100 Menschen. Groß-Steurowitz wurde auch von Seuchen nicht verschont, so wütete die Pest 1645 und 1679 im Ort.
Der Ort führte seit dem Jahre 1621 Matriken. Onlinesuche über das Landesarchiv Brünn. Grundbücher werden seit 1594 geführt.
1865 wird bei einem Großbrand das Rathaus zerstört. Im Deutsch-Österreichischen Krieg, 1866, schleppen preußische Soldaten die Cholera nach Groß-Steurowitz ein. Diese forderte von 100 Bewohnern des Ortes das Leben. Eine Freiwillige Feuerwehr wird im Jahre 1880 gegründet. Der größte Teil der Bevölkerung lebte von der Landwirtschaft, wobei der seit Jahrhunderten gepflegte Weinbau einen besonderen Stellenwert einnahm. Ungefähr 1/3 aller Anbauflächen (Schwemmland und Lößboden) waren für den Weinanbau genutzt worden. Durch die Reblausplage, um 1864, wurden große Teile der Weinkulturen zerstört und die Verluste konnten erst um 1900 ausgeglichen werden. Weiters brachte die Jagd im Gemeindegebiet in guten Jahren bis zu 2.000 Hasen, 200 Fasane und 1.000 Rebhühner. Ebenso gab es neben dem üblichen Kleingewerbe noch eine Ziegelei in Groß-Steurowitz.
Nach dem Ersten Weltkrieg und dem Friedensvertrag von Saint Germain 1919 wurde der Ort, der im Jahre 1910 zu 99 % von Deutschsüdmährern bewohnt war, Bestandteil der neuen Tschechoslowakischen Republik. Durch die Neubesetzung von Beamtenposten und Siedler kam es in der Zwischenkriegszeit zu einem vermehrten Zuzug von Personen tschechischer Nationalität. Im Jahre 1926 erhält der Ort ein Wasserleitungssystem und zwei Jahre darauf wird Groß-Steurowitz elektrifiziert. Nach dem Münchner Abkommen 1938 kam der Ort an das Deutsche Reich und wurde ein Teil des Reichsgaus Niederdonau.
Im Zweiten Weltkrieg hatte der Ort 69 Opfer zu beklagen. Nach dem Ende des Zweiten Weltkrieges wurden die im Münchener Abkommen an Deutschland übertragenen Territorien, also auch der Ort Groß-Steurowitz, im Rückgriff auf den Vertrag von Saint-Germain (1919) wieder der Tschechoslowakei zugeordnet. Vor den Vertreibungen 1945 flohen viele Deutsche über die Grenze nach Österreich. Zwischen dem 20. Mai und dem 22. Juli 1946 wurden 221 deutsche Bewohner des Ortes „offiziell“ deportiert. Die Volkszählung 1950 ermittelte noch 64 deutschstämmige Personen. Bei den Nachkriegsexzessen kamen 9 Zivilpersonen zu Tode.
Trotz des in der Potsdamer Erklärung bestimmten Überführungszieles Deutschland konnten viele der in Österreich befindlichen Steurowitzer in Wien, Niederösterreich und Wels verbleiben.

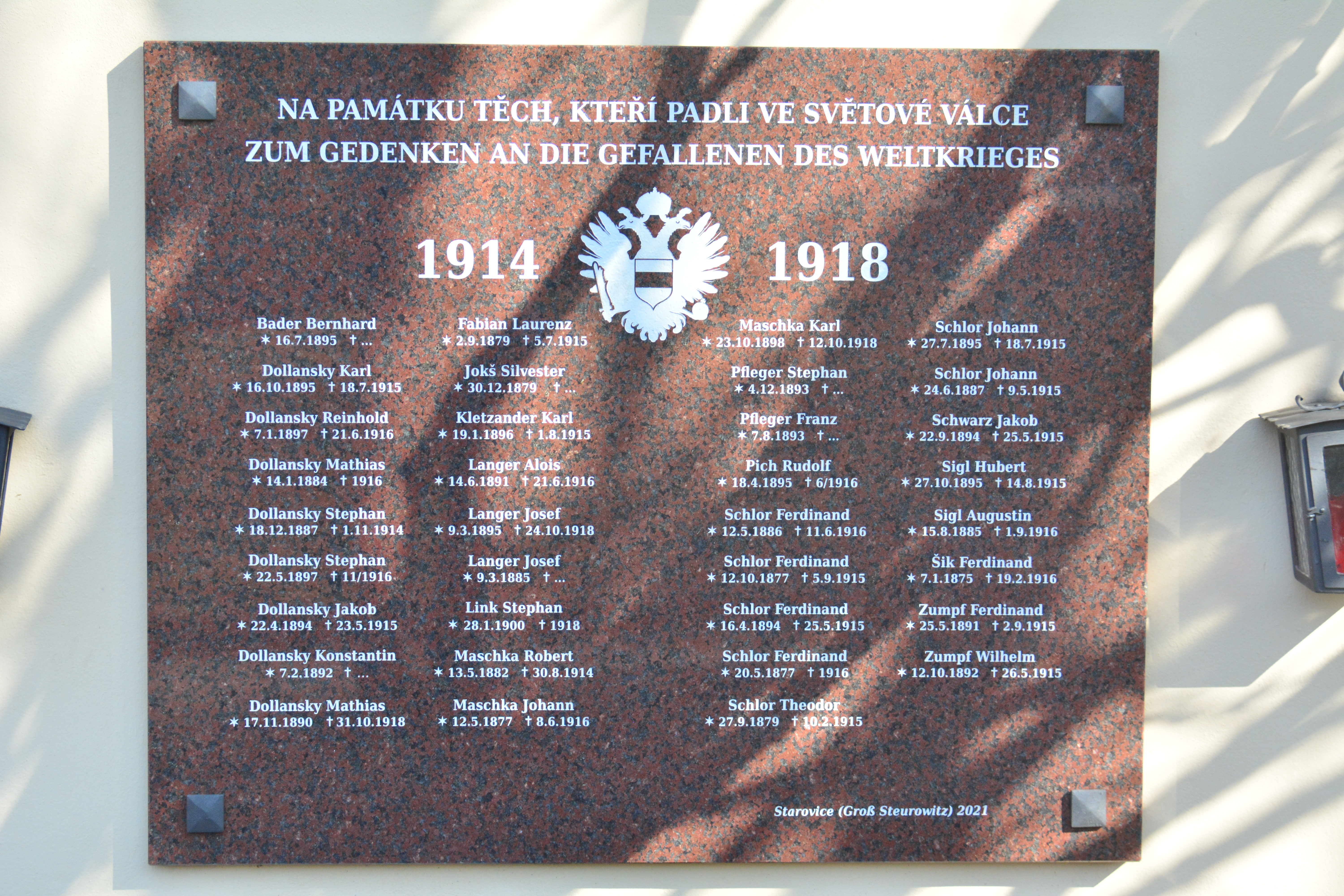
Neues Kriegerdenkmal von Starovice

Im Jahr 2021 wurde an der Mauer des Pfarrhauses von Starovice in Zusammenarbeit der Gemeinde und Angehörigen der 1945 Vertriebenen eine Gedenktafel für die im Ersten Weltkrieg gefallenen Ortsbewohner enthüllt. Am 24. April 2022 folgte auf dem Friedhof der Gemeinde ein Gedenkkreuz „im Gedenken an die früher hier ansässigen deutschsprachigen Einwohner, die auf diesem Friedhof ihre letzte Ruhestätte fanden“. Im Zuge der Errichtung dieses Kreuzes wurden auch die letzten drei deutschsprachigen Grabsteine erneuert.

## Wappen und Siegel
Das Siegel aus dem Jahr 1646 zeigt ein Kartuschen-Schild. Auf dem Schild sind ein Rebmesser und ein kunstvoll gestalteter bewurzelter Weinstock mit zwei Trauben abgebildet.

## Einwohnerentwicklung
| 1793                                                                          | 850   | 0     | 0  | 0  |
| 1836                                                                          | 1.080 | 0     | 0  | 0  |
| 1869                                                                          | 1.139 | 0     | 0  | 0  |
| 1880                                                                          | 1.194 | 1.167 | 33 | 0  |
| 1890                                                                          | 1.260 | 1.255 | 5  | 0  |
| 1900                                                                          | 1.235 | 1.185 | 50 | 0  |
| 1910                                                                          | 1.180 | 1.164 | 13 | 3  |
| 1921                                                                          | 1.109 | 1.064 | 24 | 21 |
| 1930                                                                          | 1.102 | 1.077 | 23 | 2  |
| 1939                                                                          | 1.066 | –     | –  | –  |
| Quelle: 1793, 1836, 1850 aus: Frodl, Blaschka: Südmähren von A–Z. 2006        |       |       |    |    |
| Sonstige: Historický místopis Moravy a Slezska v letech 1848–1960, sv.9. 1984 |       |       |    |    |

## Sehenswürdigkeiten
- Pfarrkirche des hl. Georg (Neubau 1885) davor St. Nikolaus (1392), Westturm erbaut 1791
- Kirche des hl. Antonius (1724), wurde unter Josef II. abgetragen, um eine Kapelle zu erbauen.
- Kapelle des Johann von Nepomuk
- Kapelle der St. Anna
- Kapelle des Markus
- Mariensäule (1747)[12]
- Schule (1801)

## Persönlichkeiten
- Johann Dolanski (1889–1966), Bauingenieur, Techniker und Autor
- Hermann Kletzander (* 1928), Träger des Josef-Freising-Preises
- Redzed (* 1998), Musiker